# San Ramírez
San Ramírez é uma junta de governo da província de Entre Ríos, na Argentina.